# مستشفى تشيسترفيلد الملكي
مستشفى تشيسترفيلد الملكي هو مستشفى عام يقع في تشيسترفيلد، ديربيشاير. تديره مؤسسة مستشفى تشيسترفيلد الملكي التابعة لهيئة الخدمات الصحية الوطنية.

## التاريخ
كان المستشفى في الأصل مستوصفاً أنشئ في منزل صغير في بوابة سانت ماري عام 1854.  وضع ماركيز هارتينغتون حجر الأساس لمنشأة جديدة مخصصة لهذا الغرض في موقع قاعة دورانت في عام 1859 افتتح المستشفى الجديد رسميًا في عام 1860: أصبحت هذه المنشأة مستشفى تشيسترفيلد الملكي في عام 1918 وأضيفت دار للممرضات في عام 1919 قبل أن تنضم إلى الخدمة الصحية الوطنية في عام 1948 
افتتح مستشفى حديث جديد في كالو للمرضى في 29 أبريل 1984  وقد افتتحته الملكة إليزابيث الثانية في عام 1985 وتم توسيعه ليشمل وحدة الأمومة وأمراض النساء في عام 1989.
يحتوي المبنى المكون من طابقين على 21 كرسيًا للعلاج الكيميائي وسريرين للعلاج وثلاث غرف للعلاج. ومن الجدير بالذكر أن المستشفى بنته شركة فينشي للإنشاءات. 

## روابط خارجية
- صندوق مؤسسة مستشفى تشيسترفيلد الملكي التابع لهيئة الخدمات الصحية الوطنية